# 森渉
森 渉（もり わたる、1983年2月25日 - ）は、日本の俳優、タレント、YouTuber、経営者。本名同じ。神奈川県出身。元妻は声優の金田朋子。駒澤大学高等学校、日本体育大学体育学部社会体育学科卒業。アクロスエンタテインメント所属。身長172cm 体重65.7kg。

## 来歴
小学校１年次に器械体操を始め、小学5年次は野球をメインにしていたが、駒澤大学高等学校では体操競技で東京都代表に選出。卒業後は、一浪して日本体育大学に入学し、当初は体操部への入部を考えていたが、体操部はアルバイト禁止と知って、他の部を考えた時に、「１つの部に入ると１つの競技しか極められない」と思い、トライアスロン部に入部。その後、レストランのホールのアルバイトと並行しながら競技に打ち込み、大学3年次に主将を務め、2004年の全日本大学選抜トライアスロン大会にて団体準優勝などの記録を持つ。
2005年、大学2年次の時に映画『亡国のイージス』で俳優デビュー。オーディション時には、まだ基礎レッスンを習っている若手だったが、事務所から参加を促され、芝居の経験が全くなかったため体操で培った回転技でPRしたところ、「面白いから」という理由で出演が決まった。初仕事の撮影日がインカレと重なり、チームが全国1を決めた日に三浦半島で撮影をしていた。
大学卒業後は芸能活動に専念し、俳優業の傍ら、スポーツバラエティへの出演機会が多く、「アスリート俳優」「トライアスロン俳優」などと自称している。2012年のTBS『究極の男は誰だ!?最強スポーツ男子頂上決戦』第1回大会に初出場。モンスターボックスで優勝し総合4位。翌年の第2回大会では総合優勝を果たした。また、同年春に行われた『オールスター感謝祭』の名物企画「赤坂5丁目ミニマラソン」で優勝。同じくTBS系列の『SASUKE』では、第33・36回大会で2nd STAGEに進出している。
2013年11月22日、9歳年上の声優・金田朋子との結婚を発表。金田とともにバラエティ番組に出演する機会がある。
2014年、舞台『信長』、『天誅』にて主演を務める。
2016年7月1日、金田の所属するアクロス エンタテインメントに移籍。
2017年2月9日放送のTBS『ニンゲン観察バラエティ モニタリング』に出演した金田が、妊娠6か月であることを公表。6月22日、森と金田が第1子女児の出産を報告した。
2019年9月28日放送の『オールスター感謝祭』の赤坂5丁目ミニマラソンで青山学院大学の竹石尚人との壮絶なデッドヒートの末に僅差で勝利し、自身にとって6年ぶり2度目の優勝を果たす。表彰式では感涙を流し、金田も解答者席で涙を流し、夫の優勝を喜んだ。
2020年1月、夫婦揃ってプロテインマイスターの資格を取得した。
同年10月3日、自身のYouTubeチャンネル「森渉のスポーツ部」を開設。
2021年7月6日、クラウドファンディングにより集めた資金で、横浜市に自身が手掛けた屋内アスレチック施設「フォレスチックパーク」をオープン。すべり台、雲梯、鉄棒、跳び箱、つり輪、ターザンロープ、平均台、バランスディスクなどあらゆる器具を備え、施設内ではアスレチックを用いて大会を開催することもある。当施設にはYouTuberのTWINS、Fischer's、自身が憧れとするケイン・コスギが訪れたことがある。
2024年7月20日、金田との離婚を報告し、現在近代五種のオリンピック出場を目指している。離婚発表後、同年同日放送の『FNS27時間テレビ 日本一たのしい学園祭!』に金田と出演した。

### 大会出場時の記録
- 2008年：第24回波崎トライアスロン大会 個人総合第5位
- 2009年：おきなわマラソン2009 3時間31分05秒（初マラソン）
- 2011年：歴史街道100km ウルトラマラソン 13時間07分で完走
- 2012年：東京マラソン2012 3時間02分25秒（芸能界歴代第5位）

## 人物
B93/W68/H88。靴のサイズは26.5cm。
趣味は身体を動かすこと、似顔絵、子育て、未来予想。
特技はアクロバット（バク転・バク宙）、体操、トライアスロン、マラソン、水泳、自転車、殺陣、アクション。
その他スポーツ歴はバスケットボール、ロッククライミング、キックボクシング。
資格は中学校・高等学校教諭一種免許状（体育）、かけっこアドバイザー、知育レクリエーションインストラクター、チャイルドコーチングアドバイザー、プロテインマイスター、スポーツフードマイスター。
トライアスロンで水泳経験を武器に、SASUKEの常連選手との水泳トレーニングでは指導に立ち回ることがあるが、自身が大学1年次の5月にトライアスロンの初レースに参加するまでは泳げなかった。

## 最強スポーツ男子頂上決戦
第1回大会（2012年11月21日放送）
マウンテンフラッグ決勝進出、ハンマークラッシュ6m50cm、モンスターボックスは18段で優勝の記録を残し、聖也、JUNOと並んで暫定総合4位タイで最終種目進出を果たし、ショットガンタッチで11m10cmの記録を残し最終順位は4位。
第2回大会（2013年4月11日放送）
モンスターボックスでは自己記録を更新する19段で聖也と並んで種目別優勝。パワーウォールでは2回戦(初戦)でCASPER（CROSS GENE）、準決勝で延山信弘にそれぞれ逆転で勝利。決勝で関口メンディーとの拮抗した争いの末に準優勝。暫定1位で迎えたショットガンタッチでは、1回目・2回目で11m30cmを申告し、いずれも成功させ総合優勝に輝いた。
第3回大会（2013年12月29日放送）
ディフェングチャンピオンとして出場した第3回は、モンスターボックスで自己新記録の20段を樹立し、佐野岳と日体大の先輩・池谷直樹と並んで優勝し種目別3連覇。ザ・フェンスは3位の好成績も、マウンテンフラッグとハードアンカーで初戦敗退。パワーウォールでも1回戦で滝川英治に敗れ、総合7位で初の脱落を喫した。
第4回大会（2014年12月23日放送）
ハードジャンパーでは予選で澤宥紀と160回近くに及ぶ激闘の末勝利し、決勝ではメンディーと140回の肉薄した展開に敗れるも準優勝。モンスターボックスでは20段を成功させた佐野に対し、2回とも失敗に終わったため、種目別4連覇を逃したと同時に、初めて自己記録を更新できずに終わった。プルズドライブでは最終組に登場も、制限時間を超え失格。パワーウォールでは1回戦で大貫勇輔に敗れるも、暫定3位で2大会ぶりの最終種目進出。自己記録を30cm上回る11m60cmを成功させるも、12m00cmで失敗に終わり最終順位は2位。
第5回大会（2015年12月23日放送）
モンスターボックスでは2大会ぶりに20段を成功させ、第3回と同様に佐野と池谷に肩を並べて種目別優勝。新種目ヘビープレスでは予選で大貫に敗れるも、ハードジャンパーでは予選で横浜流星との一騎打ちを制して決勝進出。決勝では前回敗れたメンディーより跳び続けるも、佐野に敗れて2大会連続の種目別準優勝。最終種目進出の当落線上で迎えたパワーウォールでは前回と同じく、1回戦で大貫と当たり敗れたことが響き、暫定3位の池谷に僅か10P届かず総合4位タイで脱落。
第6回大会（2016年10月10日放送）
モンスターボックスでは20段を失敗し記録19段に終わり、記録20段の佐野と初出場で22段をマークした平野泰新に次いで3位タイ。その後ヘビープレスでは予選で才川コージに、新種目のジャイアントクリフでは平野に敗れ、3種目終了時点で暫定総合9位とファイナリストはおろか、パワーウォール進出が危ぶまれた中で迎えたハードジャンパーでは予選で田村侑久に勝利。決勝では佐野に敗れ準優勝に終わるが、暫定4位でパワーウォール進出。1回戦で才川、準決勝では体重で約10kg優る山岸将也に勝利し、第2回以来の決勝進出。決勝では野村将希の息子・野村祐希と激突し、20kg近い体重差を覆す奮闘も、最後は押し切られた。2種目連続準優勝により平野を逆転して暫定3位で最終種目進出。ショットガンタッチでは12m00cmの挑戦で、1回目はボタンプッシュミスにより失敗。2回目では飛び込んだもののボールに触れておらず、この時点で脱落が決定し、総合3位で試技終了。
第7回大会（2017年1月1日放送）
第1種目のパワーフォースでは、1回戦で樽美酒研二に秒殺で敗れた。ハードジャンパーでは予選で過去に敗れたメンディーと同組で、メンディーとの一騎打ちが予想された中、初出場の辻本達規に後塵を拝し、予選で初めて敗れたが今大会は、予選敗退者から跳んだ回数の多かった上位2名が追加で決勝に進出できるルールであったため、辛うじて駒を進めたが、決勝で記録32回に終わり、初めて準優勝以下の成績となった。逆転を懸けたパワーウォールでは1回戦から前回決勝で闘った野村とのリベンジマッチも制限時間内に押し切られ初戦敗退。自己最低成績タイとなる総合7位タイで脱落。しかし、プロアスリートとのモンスターボックス対決では20段を成功さえ、23段(世界記録)を樹立した平野に次いで2位の成績を収めた。
第8回大会（2017年5月11日放送）
ハードジャンパーでは前回予選で敗れた辻本と190回に及ぶ激闘の末、辻本が194回目で脱落しリベンジを達成。決勝では野村との一騎打ちに勝利し、当種目5回目の挑戦にして初の優勝に輝いた。モンスターボックスでは自己記録を下回る19段に終わる。新種目アルティメットホイールでは第1組に登場し、93本の記録を残して平野と並んで暫定トップタイ。その後第3組で初出場の真田ナオキも93本をマークし、3人並んで暫定トップタイに立つ異例の展開に。最終組では大池瑞樹が137本の記録を叩き出し2位タイ。パワーウォールでは1回戦で伊万里有、2回戦で辻本に勝利。準決勝では2連敗を喫している大貫との対戦で、前半押し込まれるも後半残り30秒から徐々に押し返し、最後は制限時間残り0.5秒で押し切る大逆転勝利で、大貫相手に初勝利を遂げた。決勝では野村に敗退を喫した。暫定1位で迎えたショットガンタッチでは1巡目の11m30cm成功から、5巡目で11m80cm成功の自己新記録を樹立。しかし6巡目で12m00cmを失敗し脱落。総合3位で競技終了となり、インタビューでは悔し涙を流した。
第9回大会（2017年9月28日放送）
ハードジャンパーでは梶原颯と予選から200回を超える闘いの末勝利。決勝では辻本との一騎打ちを制し、2大会連続の種目別優勝。モンスターボックスでは18段で1回目を失敗する波乱の展開があったが、2回目で辛うじて成功。しかし19段では2回とも失敗に終わり、自己記録を2段下回る18段で試技終了。ヘビープレスでは、予選で辻本との一騎打ちに敗れた。パワーウォールでは1回戦で岡田隆之介、2回戦で蒼木陣を破るも、準決勝で野村と通算4度目の対戦に敗れた。しかし、前回同様暫定1位で最終種目進出。ショットガンタッチでは11m50cmを審議の結果、ギリギリのクリア。2巡目の11m60cmではボールの落下地点が僅かにズレて触れられずに失敗。4年ぶりの王座奪還とはならなかった。
第11回大会（2022年3月22日放送)
出場に当たっては「今回負けたら引退」を掲げていた。モンスターボックスでは18段の1回目で成功したように見えたが、腰が僅かに木箱に擦っており失敗。続く2回目を成功させるも、19段は2回とも失敗。池谷・ケインと並ぶ記録18段で、佐野と初出場で19段を成功させた武知海青と佐藤嘉人の後塵を拝す4位タイ。クレイジーキャッスルでは予選で他を寄せ付けない動きで旗を獲得し決勝進出も、決勝で武知に敗れた。ヘビープレスは予選第3組で最初に脱落。ハードジャンパーでは、クレイジーキャッスルで浦川翔平との一騎打ちで、浦川が180回目でハードルに足を引っかけ記録179回で脱落。辛うじて勝利し、ハードジャンパーで唯一無二の7回連続決勝進出。決勝では武知にクレイジーキャッスルでのリベンジを果たし、3回連続の種目別優勝となった。パワーウォールでは1回戦でコージ・トクダにスタートから押され、必死に踏ん張るも制限時間が半分を過ぎたところで押し切られ、第7回以来の初戦敗退に終わる。しかし暫定総合3位で3大会連続、通算7度目の最終種目進出。暫定1位の武知と3位の森のP差は105Pもあり、武知が申告した距離の1m以上を成功させなければならない状況下で武知が11m00cmを成功。森は成功経験がない12m台を挑戦せざるを得なくなり、12m20cmに挑戦。これを成功させ暫定トップに浮上。続く2巡目で武知が11m30cmを成功。暫定3位の佐藤が12m40cmを失敗。一騎打ちの状況で森も同じく12m40cmに挑戦するが、伸ばした指先がボールに触れておらず失敗の判定。通算3度目の総合2位で、コロッセオからの引退を決めた。
最強スポーツ男子頂上決戦
| 大会   | 放送日         | 総合順位 |
| ------ | -------------- | -------- |
| 第1回  | 2012年12月21日 | 4位      |
| 第2回  | 2013年4月11日  | 優勝     |
| 第3回  | 2013年12月29日 | 7位      |
| 第4回  | 2014年12月23日 | 2位      |
| 第5回  | 2015年12月23日 | 4位      |
| 第6回  | 2016年10月10日 | 3位      |
| 第7回  | 2017年1月1日   | 7位      |
| 第8回  | 2017年5月11日  | 3位      |
| 第9回  | 2017年9月28日  | 2位      |
| 第11回 | 2022年03月22日 | 2位      |

## SASUKEでの戦歴

### 大会別成績
| 大会       | ゼッケン | STAGE | 記録                     | 備考                       |
| ---------- | -------- | ----- | ------------------------ | -------------------------- |
| 第16回大会 | 64       | 1st   | 三段ローリング丸太       | 全カット                   |
| 第21回大会 | 11       | 1st   | ジャンピングスパイダー   | 張り付き失敗、ダイジェスト |
| 第32回大会 | 82       | 1st   | ランバージャッククライム | 頂上でタイムアップ         |
| 第33回大会 | 83       | 2nd   | リバースコンベア         | タイムアップ               |
| 第34回大会 | 90       | 1st   | クワッドステップス       | 4段目で足を滑らせ落下      |
| 第35回大会 | 71       | 1st   | そり立つ壁               | タイムアップ               |
| 第36回大会 | 76       | 2nd   | リバースコンベア         | ルール違反により失格       |
| 第37回大会 | 10       | 1st   | そり立つ壁               | ボタン前でタイムアップ     |

### 通算成績
| 出場数 | 2nd進出 | 3rd進出 | FINAL進出 | 最優秀成績 |
| ------ | ------- | ------- | --------- | ---------- |
| 8回    | 2回     | 0回     | 0回       | 0回        |

- 2023年 第41回大会終了時

## 出演

### テレビドラマ
- 山田太郎ものがたり（2007年、TBS）長岡主税 役
- 有閑倶楽部 第1話（2007年、日本テレビ）
- 白と黒 第21・22・25話（2008年、東海テレビ）
- Room Of King 第1話（2008年、フジテレビ）1話
- 赤い糸 第1話（2008年、フジテレビ）
- 夢をかなえるゾウ 第10話（2008年、日本テレビ）
- 就活のムスメ 最終話（2009年、テレビ朝日）大原 役
- 絶対零度〜未解決事件特命捜査〜 第2話（2010年、フジテレビ）
- 華和家の四姉妹 最終話（2011年、TBS）
- 戦国★男士（2011年、テレビ神奈川ほか）水谷胤重 役
- Barbies〜負けたり勝ったり美男美女〜（2012年、フジテレビ）
- 水曜ミステリー9 監察医・篠宮葉月 死体は語る12（2012年、テレビ東京）
- 天国の恋 第16話（2013年、東海テレビ）
- シャーロック アントールドストーリーズ 第4話（2019年、フジテレビ）
- 声優探偵 第3話（2021年3月20日、テレビ東京） - 森渉 役（本人役）[19]

### バラエティ
- 究極の男は誰だ!?最強スポーツ男子頂上決戦（2012年11月21日 - 、TBS）第1-9・11・12回大会出場
- SASUKE（2005年12月30日 - 、TBS）第16回、第21回、第32回 - 第37回大会出場
- 炎の体育会TV（TBS）
- オールスター感謝祭（TBS）
- ガチンコ視聴率バトル！スペシャル　女だらけの恋愛妄想選手権（テレビ朝日）
- こたえてちょーだい（フジテレビ）
- 私の何がイケないの?（2014年12月1日、TBS）
- 有吉ゼミ（2015年2月9日、日本テレビ）
- ペケポンプラス（2015年7月14日、フジテレビ）
- ぐるぐるナインティナイン（2015年7月16日、日本テレビ）
- ロンドンハーツ（2015年8月25日、2016年2月21日、12月16日、テレビ朝日）
- ニンゲン観察バラエティ モニタリング(2016年3月3日、2021年5月14日、モニタリング)
- PS純金ゴールド（2016年3月4日）
- ドライブ A GO!GO!（2016年5月15日、テレビ東京）
- ナツ旅！おもしろ夫婦（2016年7月20日）
- 超ポンコツさまぁ～ず（2016年7月23日、テレビ東京）
- ダウンタウンDX（2017年3月23日、2020年8月28日、日本テレビ）
- ものまねグランプリ（2017年12月5日、日本テレビ）
- 有吉弘行のダレトク!?（2017年1月17日、フジテレビ）
- 日本の旬を行く！路線バスの旅（2017年9月19日、TBS）
- ビートたけしのスポーツ大将（2018年6月3日、テレビ朝日）
- あいつ今何してる?（2019年3月6日、テレビ朝日）
- 大人が本気で遊んだら？（2019年4月21日、日本テレビ）
- グッとラック!（2020年9月17日、TBS）
- バイキング（2020年9月22日、フジテレビ）
- 超水上サバイバルオチルナ!（2020年12月22日、フジテレビ）
- ヒルナンデス（2021年11月4日、日本テレビ）VTR出演
- 芸能人対抗駅伝（2022年1月3日、テレビ東京）
- 5周年記念 声優と夜あそび28時間テレビ 大感謝祭 ~Say You Thank You~ (2022年8月21日、AbemaTV)

### 舞台
- パラレルボーイ（2009年）
- 今夜はお鍋（2010年）
- キミと暮らした部屋（2010年）
- 手術（オペ）ニモマケズ（2010年）
- EVE〜歴史の傍観者〜2012（2010年）
- DEAR BOYS-Double Revenge-（2011年）
- 関ヶ原でダンス（2011年）
- ジパング パイレーツ（2011年）
- 破壊ランナー（2012年）
- ロッカールームに眠る僕の知らない戦争（2012年）
- 赤いたぬきと緑のきつね（2012年）
- 信長（2012年）
- Juliet（2012年）
- 傭兵ども!砂漠を走れ!（2012年）
- GO,JET!GO!GO! Vol.2（2013年）
- 吉原火消し衆〜松風編〜（2013年）
- 母の桜が散った夜（2013年）
- GO,JET!GO!GO! Vol.4（2013年）
- Kiss Me You 〜がんばったシンプー達へ〜（2013年）
- ZIPANGパイレーツ（2013年、2015年）
- 信長（2014年）主演・織田信長 役
- 天誅（2014年・2015年）主演・力丸 役[11]
- ブラックジャックによろしく〜がん患者編〜（2014年）

### 映画
- 亡国のイージス（2005年）
- ラフ ROUGH（2006年）
- 隠し砦の三悪人（2008年）
- シャカリキ!（2008年）
- カスタードプリン（2010年）
- HK 変態仮面（2013年）
- ワンネス〜運命引き寄せの黄金律〜（2014年）中田雄介 役

### 配信ドラマ
- 女をオトす恋愛心理学（2009年、BeeTV）

### CM
- 防衛庁「自衛官公募」（2004年）
- NTTドコモ東北（2005年）
- 家庭教師のトライ スチール（2006年）
- 洋服の青山「リクルートスーツ」（2006年）
- サントリー カルーア（2006年、朝日放送『ぷるぷるアンタッチャブル』内）
- セブン銀行「ふるさと篇」（2007年）
- リクルート「L25」（2007年）
- サントリー「新フラバン茶」（2007年）
- すき家「牛丼祭り」（2009年）
- すき家「牛丼祭り」「初夏250円セール」編「今ならお得な250円セール」編（2011年）
- 東芝 dynabook Qosmio「グラスレス3D dynabook T851」（2011年）
- SONY「Xperia Tabret」（2013年）
- メイション「スマ婚」（2013年）
- アシックス（2013年）
- スズキ自動車「ハスラー」（2013年）

### スチール
- NTTレゾナント「gooからだログ」ポスター（2008年）

### インターネットラジオ
- わたるのたまにはラジオ体操（2009年 - 2013年）